# PL/Perl
PL/Perl – język proceduralny używany w systemie zarządzania relacyjnymi bazami danych typu PostgreSQL. W języku PL/Perl można pisać funkcje i wyzwalacze w języku Perl. Oprócz języka PL/Perl dla PostgreSQL, dostępnych jest wiele innych języków proceduralnych, takich jak PL/pgSQL, PL/Java, plPHP, PL/Python, PL/R, PL/Ruby, PL/sh i PL/Tcl.